# Monte del Tempio
La Spianata delle Moschee (in ebraico הַר הַבַּיִת‎?, Har haBáyit, in arabo الحرم الشريف‎?, al-Haram al-sharīf «il Nobile Santuario»), nota anche come Monte del Tempio, è un sito religioso situato nella Città Vecchia di Gerusalemme. A causa della sua importanza per l'ebraismo, per il cristianesimo e per l'islam è uno dei luoghi religiosi più contesi al mondo, motivo di conflitto fra Israele e Palestina.
La spianata è dominata da tre imponenti edifici risalenti al periodo omayyade con importanti trasformazioni nelle epoche successive; la moschea al-Aqsa, la Cupola della Roccia e la Cupola della Catena, assieme a quattro minareti. Mura erodiane circondano il sito, a cui si può accedere attraverso undici entrate, dieci delle quali sono riservate ai musulmani.

## Storia
Il Monte prende il nome dal Tempio ebraico di Gerusalemme, dedicato al Dio unico dell'ebraismo Yahweh, che vi fu costruito, secondo quanto descritto nella Bibbia, dal re d'Israele Salomone nel X secolo a.C.; distrutto e ricostruito nel VI secolo a.C. dagli Israeliti, e ampliato a partire dal 20 a.C. dal re di Israele Erode il Grande e dai suoi successori; fu infine distrutto dai Romani durante la prima guerra giudaica nell'anno 70 d.C..
Nella tradizione il Monte del Tempio è anche identificato con il monte Moriah, una montagna (o meglio serie di montagne) citate nell'Antico Testamento come luogo dove avvenne il sacrificio di Isacco, ma la effettiva collocazione di Moriah è oggetto di dibattito. Comunque, l'unico risalto attualmente visibile coincide con quella che è considerata la cima del monte Moriah.
All'epoca dell'imperatore Adriano, dopo la rivolta ebraica, sul sito sorse un tempio dedicato a Giove andato distrutto. In seguito venne costruita una basilica dedicata alla Vergine Maria. Dopo la conquista musulmana (VII secolo), invece, vi furono costruite le moschee ancora oggi esistenti.
Con la prima crociata il luogo fu nuovamente occupato dai cristiani: nella moschea al-Aqsa, costruita sul sito della basilica bizantina, stabilirono la loro sede i Cavalieri templari, che presero il nome proprio dal risiedere sul sito dell'antico Tempio, mentre la Cupola della Roccia fu trasformata in cappella. Con la riconquista musulmana di Gerusalemme, entrambe ritornarono alla loro destinazione d'uso religioso musulmano.
Dopo la proclamazione dello Stato di Israele nel 1948 e la guerra che ne seguì, il Monte del Tempio rimase nella parte araba di Gerusalemme (Gerusalemme Est); con la guerra dei sei giorni del 1967 fu invece controllato dagli israeliani (assieme al resto della città); oggi lo status quo è garantito in base ad un accordo tra lo Stato ebraico e la Giordania, la quale gestisce la spianata tramite il gruppo Waqf.

## Struttura
Durante i grandiosi lavori di ampliamento voluti da Erode il Grande, iniziati verso il 20 a.C. e proseguiti per diversi decenni, l'orografia originaria del Monte del Tempio fu cancellata e venne realizzata una vastissima spianata, oggi nota come spianata del Tempio o delle Moschee.
Essa ha forma approssimativamente rettangolare e dimensioni di circa 500×300 metri, coi lati più lunghi nella direzione nord-sud. Sopraelevata di alcune decine di metri rispetto all'area circostante, è delimitata e sostenuta sui quattro lati da poderose mura di contenimento: le più alte e spesse sono quelle sul lato orientale, che si affaccia sulla valle del torrente Kidron (o Cedron). Vi si accede attraverso delle porte d'ingresso situate sul lato ovest; originariamente vi era una porta anche sul lato est, ma secoli fa venne murata (da questa porta si presume sia entrato Gesù quando fece il suo ingresso trionfale in Gerusalemme, pochi giorni prima di morire: proveniva infatti dal Monte degli Ulivi che si trova proprio da quel lato, sulla sponda opposta del Kidron).
Al centro della spianata, in corrispondenza dell'antico Tempio e dell'originaria cima del Monte, si trova un'ampia piattaforma in pietra dove sorge la Moschea di ʿOmar (detta anche Cupola della Roccia), caratterizzata da una grande cupola dorata, e un centinaio di strutture minori:
- La cupola della Catena dove, secondo la leggenda, Davide e Salomone amministravano la giustizia
- La cupola dell'Ascensione dove, secondo la tradizione islamica, Maometto salì al cielo
- La cupola del Profeta dove, secondo la tradizione islamica, Maometto pregò assieme ai profeti e agli angeli
- La cupola di Yusuf
- La cupola di al-Khalili

Lungo il lato sud della spianata sorge invece la Moschea al-Aqsa, che ospitava la sede dei Cavalieri templari all'epoca delle Crociate.
La Cupola della Roccia poggia su un alto basamento trapezoidale cui sale una scalinata che termina ai quattro archi (in arabo mawazin, bilance, perché alla fine del mondo vi verranno appese le bilance per pesare peccati e meriti degli uomini).

## Il Monte del Tempio per le tre grandi religioni

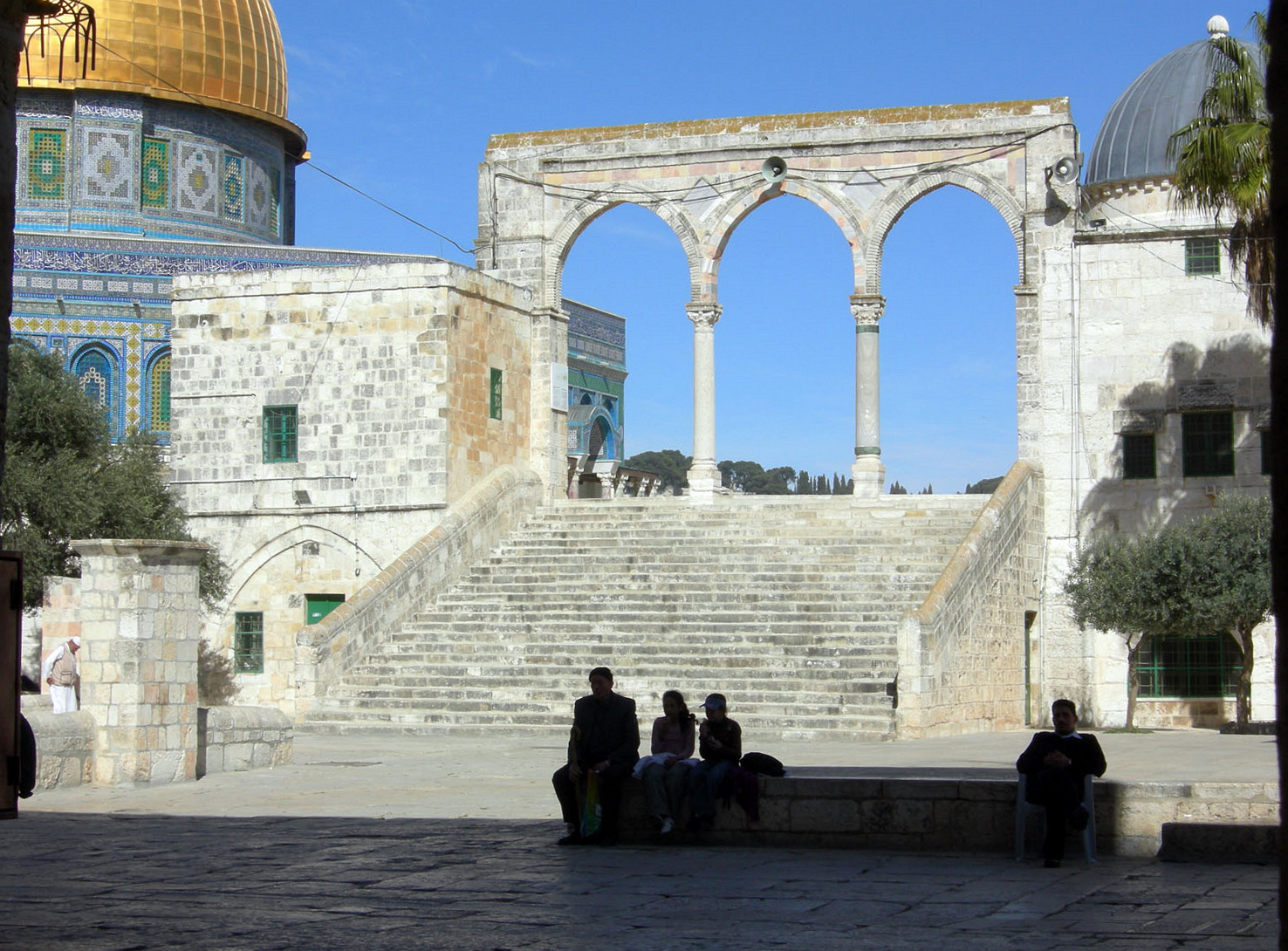
Entrata della Spianata delle Moschee

- Il Monte del Tempio è sacro agli ebrei in quanto sede del Tempio di HaShem.[8] Di esso, dopo la distruzione operata dai Romani, rimangono soltanto alcuni tratti del Muro Occidentale di contenimento, detto anche Muro del Pianto. Gli ebrei usano recarsi in preghiera alla base di tale muro (quindi all'esterno della spianata).
- Per i musulmani, il Monte del Tempio è sacro perché, secondo una tradizione, il profeta Maometto venne assunto in cielo dalla roccia situata in cima al monte,[9] inglobata poi all'interno della Cupola della Roccia (che da essa appunto prende il nome).
- Il luogo è sacro per i cristiani, che condividono con gli ebrei le memorie del Tempio di Israele e che ricordano le numerose visite di Gesù. Qui si svolsero le sue dispute con i sacerdoti e altri episodi della sua vita pubblica.

## Ricorrenze
In occasione dello Tisha b'Av, gli Ebrei commemorano con un solenne digiuno la distruzione del Primo e del Secondo tempio, costruiti in questo sito.